# Olivier Maingain

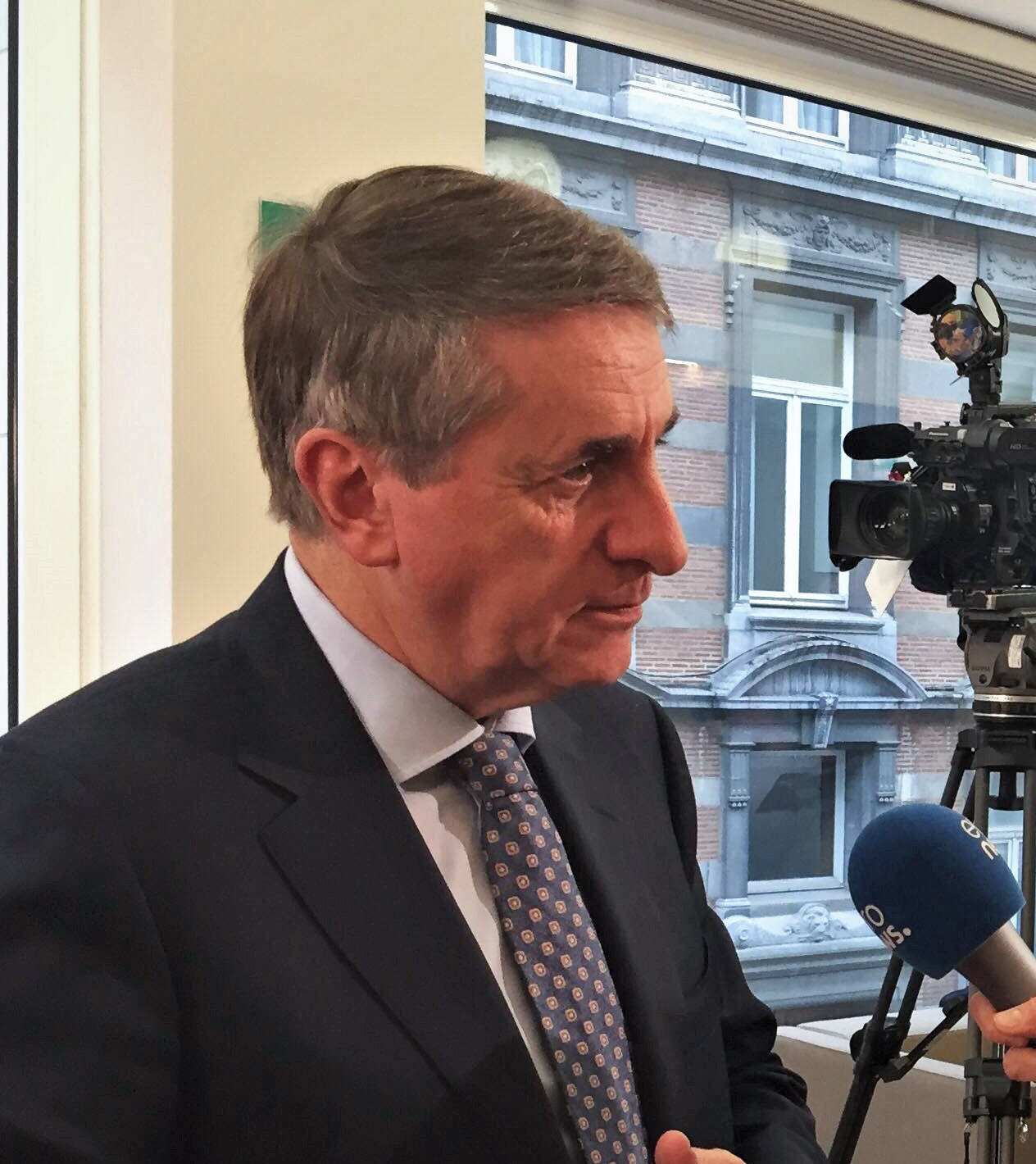
Olivier Maingain, 2018

Olivier Maingain (* 3. August 1958 in Woluwe-Saint-Lambert) ist ein belgischer Politiker der Démocrate Fédéraliste Indépendant (DéFI).

## Leben
Maingain studierte Rechtswissenschaften und wurde 1982 Rechtsanwalt. Von 1988 bis 2004 war er Mitglied des Stadtrates von Brüssel. Von 1989 bis 1995 war er Mitglied in Regionalparlament Brussels Hoofdstedelijk Parlement. Seit 1991 ist Maingain Abgeordneter der Belgischen Abgeordnetenkammer. Maingain ist seit 1995 Parteivorsitzender der Partei Démocrate Fédéraliste Indépendant. 2006 wurde er Bürgermeister der Stadt Woluwe-Saint-Lambert/Sint-Lambrechts-Woluwe.